# Haut spin et bas spin
En chimie, l'état haut spin ou bas spin d'un métal de transition complexé avec des ligands décrit les différentes répartitions possibles des électrons issus des orbitales atomiques d du métal dans les orbitales moléculaires du complexe. Ces différentes configurations peuvent être représentées à l'aide des deux principaux modèles décrivant la structure électronique des complexes de coordination, la théorie du champ cristallin et la théorie du champ de ligands. L'état haut spin est aussi appelé champ faible, et l'état bas spin est aussi appelé champ fort, ce qui fait référence à la force du champ de ligands.

## Complexes octaédriques
La présence de ligands entraîne une levée de dégénérescence des orbitales d, qu'on appelle aussi éclatement du champ. L'écart ΔO entre les orbitales d joue un rôle important dans l'état de spin d'un complexe de coordination. Trois facteurs sont susceptibles d'affecter ce paramètre : la période (ligne du tableau périodique) de l'ion métallique, la charge électrique de cet ion et la force du champ des ligands du complexe telle que décrite par la série spectrochimique.

### État haut spin et état bas spin
Un état bas spin s'établit lorsque l'énergie nécessaire pour placer un second électron dans une orbitale t2g déjà occupée par un premier électron est inférieure à l'énergie nécessaire pour placer cet électron dans une orbitale eg vide avec un surcroît d'énergie égal à ΔO. En revanche, un état haut spin s'établit lorsque l'énergie nécessaire pour apparier deux électrons dans une orbitale t2g est supérieure à l'énergie nécessaire pour placer un électron célibataire (non apparié) dans une orbitale eg inoccupée malgré le surcroît d'énergie ΔO.
Lorsque les orbitales ont des niveaux d'énergie largement séparés (donc lorsque ΔO est élevé), les orbitales de basse énergie sont entièrement occupées avant que les orbitales de haute énergie reçoivent leurs premiers électrons. Il s'ensuit un état dit « bas spin » en raison du faible spin résultant puisque les spins d'électrons appariés s'annulent. En revanche, lorsque les niveaux d'énergie des orbitales sont suffisamment proches (lorsque ΔO est faible), les orbitales de haute énergie reçoivent leurs premiers électrons alors que les orbitales de basse énergie ne sont encore peuplées que d'électrons célibataires, ce qui donne lieu à un état dit « haut spin » ; jusqu'à cinq électrons célibataires peuvent ainsi occuper chacune des cinq orbitales d, ce qui donne un spin résultant élevé.

État bas spin et état haut spin
État bas spin avec un ligand à champ fort ([Fe(NO2)6]3−).
État haut spin avec un ligand à champ faible ([FeBr6]3−).

### Facteurs agissant sur le paramètre ΔO
Pour un métal de transition donné, la valeur de ΔO tend à croître lorsqu'on se déplace de haut en bas d'un groupe du tableau périodique. Elle est ainsi plus élevée pour les métaux de transition de la période 5 et de la période 6, et est généralement suffisamment élevée pour que les complexes octaédriques de ces métaux ne présentent que des états bas spin, et ce même en présence de ligands à champ faible. Seuls les complexes octaédriques de métaux de transition de la période 4 sont susceptibles d'osciller entre états haut spin et bas spin en fonction des ligands qu'ils contiennent.
La charge électrique de l'ion métallique influence également la valeur de ΔO. Par exemple, les cations Fe2+ et Co3+ ont tous les deux une configuration électronique en d6 mais la charge plus élevée du cobalt crée un champ de ligand plus élevée que celui du fer ferreux. Toutes choses étant égales par ailleurs, Fe2+ a plus de chances d'être haut spin que Co3+.
Enfin, l'état haut spin ou bas spin est également déterminé par la nature des ligands, comme le décrit la série spectrochimique. Les ligands à champ fort comme le cyanure CN− et le monoxyde de carbone CO accroissent le ΔO et ont plus de chances de donner des complexes bas spin tandis que les ligands à champ faible comme les ions iodure I− et bromure Br− induisent un ΔO plus étroit de sorte que leurs complexes ont une probabilité plus élevée d'être haut spin.

## Complexes tétraédriques
L'écart d'énergie Δtet des complexes métalliques tétraédriques est inférieur à celui des complexes octaédriques. De tels complexes sont toujours haut spin, car on n'a pas encore observé de ligand générant un champ assez puissant pour former un complexe tétraédrique possédant un Δtet suffisamment élevé pour stabiliser un état bas spin.

## Systèmes haut spin et bas spin
La première configuration électronique d'un métal de transition permettant de présenter un état haut spin ou bas spin est d4 octaédrique dans la mesure où il faut déjà trois électrons pour remplir les trois orbitales d non liantes de la théorie du champ de ligands ou les orbitales d stabilisées de la théorie du champ cristallin. Le tableau ci-dessous présente les états de spin en fonction des différentes configurations électroniques, avec quelques exemples illustrant notamment l'influence des états de spin sur le rayon ionique des cations métalliques :
| Config. | Géométrie    | État de spin | Électrons célibataires | Nature magnétique | Sensibilité à la substitution | Exemples               | Rayons ioniques |
| ------- | ------------ | ------------ | ---------------------- | ----------------- | ----------------------------- | ---------------------- | --------------- |
| d4      | Octaédrique  | Haut spin    | 4                      | Paramagnétique    | Labile                        | Cr2+                   | 64,5 pm         |
| d4      | Octaédrique  | Haut spin    | 4                      | Paramagnétique    | Labile                        | Mn3+                   |                 |
| d4      | Octaédrique  | Bas spin     | 2                      | Paramagnétique    | Inerte                        | Cr2+                   |                 |
| d4      | Octaédrique  | Bas spin     | 2                      | Paramagnétique    | Inerte                        | Mn3+                   | 58 pm           |
| d5      | Octaédrique  | Haut spin    | 5                      | Paramagnétique    | Labile                        | Fe3+                   | 64,5 pm         |
| d5      | Octaédrique  | Haut spin    | 5                      | Paramagnétique    | Labile                        | Mn2+ dans [Mn(H2O)6]2+ |                 |
| d5      | Octaédrique  | Bas spin     | 1                      | Paramagnétique    | Inerte                        | Fe3+ dans [Fe(CN)6]3−  | 55 pm           |
| d6      | Octaédrique  | Haut spin    | 4                      | Paramagnétique    | Labile                        | Fe2+                   | 78 pm           |
| d6      | Octaédrique  | Haut spin    | 4                      | Paramagnétique    | Labile                        | Co3+ dans [CoF6]3−     | 61 pm           |
| d6      | Octaédrique  | Bas spin     | 0                      | Diamagnétique     | Inerte                        | Fe2+                   | 62 pm           |
| d6      | Octaédrique  | Bas spin     | 0                      | Diamagnétique     | Inerte                        | Co3+ dans [Co(NH3)6]3+ | 54,5 pm         |
| d6      | Octaédrique  | Bas spin     | 0                      | Diamagnétique     | Inerte                        | Ni4+                   | 48 pm           |
| d7      | Octaédrique  | Haut spin    | 3                      | Paramagnétique    | Labile                        | Co2+                   | 74,5 pm         |
| d7      | Octaédrique  | Haut spin    | 3                      | Paramagnétique    | Labile                        | Ni3+                   | 60 pm           |
| d7      | Octaédrique  | Bas spin     | 1                      | Paramagnétique    | Labile                        | Co2+ dans [Co(NH3)6]2+ | 65 pm           |
| d7      | Octaédrique  | Bas spin     | 1                      | Paramagnétique    | Labile                        | Ni3+                   | 56 pm           |
| d8      | Octaédrique  | Haut spin    | 2                      | Paramagnétique    | Labile                        | Ni2+ dans [Ni(NH3)6]2+ | 69 pm           |
| d8      | Carrée plane | Bas spin     | 0                      | Diamagnétique     | Inerte                        | Ni2+ dans [Ni(CN)4]2−  | 49 pm           |